# Horatio Sanz
Horatio Sanz, född 4 juni 1969 i Santiago de Chile, är en chilensk-amerikansk skådespelare och komiker.
Sanz är född i Chile men växte upp i Chicago i Illinois. Han är en av grundarna till improvisations- och humorgruppen Upright Citizens Brigade i Chicago. Sanz är bland annat känd för att ha varit en del av skådespelarensemblen i sketchprogrammet Saturday Night Live från 1998 till 2006. Han har även medverkat i långfilmer som Nördskolan (2006) och gjort en av rösterna i Röjar-Ralf (2012).

## Filmografi i urval
- 1994 – Miraklet i New York
- 1998–2006 – Saturday Night Live (TV-serie)
- 2000 – Road Trip
- 2001 – Tomcats
- 2002 – The New Guy
- 2002–2004 – Fillmore! (TV-serie)
- 2002 – Boat Trip
- 2006 – Nördskolan
- 2007 – Lucky You
- 2008 – Step Brothers
- 2009 – Year One
- 2012 – Röjar-Ralf (röst)
- 2012 – The Dictator